# Andreas Klee
Andreas Klee (* 1976) ist ein deutscher Politikwissenschaftler und Universitätsprofessor an der Universität Bremen. Seine Arbeitsschwerpunkte sind Demokratiebildung, politische Bildungs- und Partizipationsforschung sowie die bremische Landespolitik.

## Biografie
Klee absolvierte eine Ausbildung zum Grund- und Hauptschullehrer in Baden-Württemberg. 2008 promovierte er mit der Arbeit „Entzauberung des Politischen Urteils“, gefördert durch ein Christoph-Lichtenberg-Stipendium im Rahmen des Promotionsprogramms Didaktische Rekonstruktion (ProDid) an der Carl von Ossietzky Universität Oldenburg. Erstgutachter der Arbeit war Dirk Lange. Die Arbeit ist Teil der von Lange herausgegebenen Schriftenreihe Bürgerbewusstsein. Schriften zur Politischen Kultur und Politischen Bildung, die im VS Verlag für Sozialwissenschaften erscheint. 2009 wurde Klee zum Juniorprofessor, 2011 zum Professor für Politikwissenschaft und ihre Didaktik an die Universität Bremen berufen. Er ist Gründer des Zentrums für die Didaktiken der Sozialwissenschaften an der Universität Bremen und seit 2012 Direktor des Zentrums für Arbeit und Politik. Seit 2020 ist er Mitglied des Forschungsinstitut Gesellschaftlicher Zusammenhalt (FGZ) gefördert durch das Bundesministerium für Bildung und Forschung. Klee ist Projektleiter im FGZ und Mitglied des FGZ-Transferausschusses. Gemeinsam mit Lothar Probst und Matthias Güldner ist er Herausgeber des Sammelbandes Politik und Regieren in Bremen, der ersten wissenschaftlichen Darstellung der Politik, des politischen Systems und der politischen Akteure des Bundeslandes Bremen.
Klee ist Inhaber der Fußballtrainerlizenz Uefa-B-Level und ist Trainer beim FC Union 60 Bremen und war Co-Trainer im Nachwuchsleistungszentrum des SV Werder Bremen. Er ist Sänger und Gitarrist der Band „The Waynes“.

## Veröffentlichungen (Auswahl)
- Lothar Probst, Matthias Güldner, Andreas Klee (Hg) (2022): Politik und Regieren in Bremen. Springer VS, Bremen, ISBN 978-3-658-34573-0.
- Klee, Andreas, Schröder, Hendrik (2022): Organisierte Interessen und Politik im Land Bremen. In: Lothar Probst/Andreas Klee/Matthias Güldner (Hrsg.): Politik und Regieren in Bremen. Wiesbaden: Springer VS, S. 397–412.
- Schröder, Hendrik, Sebastian Zickert, Julia Gantenberg, Andreas Klee (2021): 100 Jahre für eine gerechte Arbeitswelt. Bremen: Arbeitnehmerkammer Bremen[11]
- Klee, Andreas u. a. (2020): Resonanz(räume) erforschen, bilden und Wege aus der Entfremdung gestalten. In: Bochmann, Cathleen; Döring, Helge (Hrsg.): Gesellschaftlichen Zusammenhalt gestalten. Wiesbaden, S. 53–73.
- Partetzke, Marc, Klee, Andreas (2020): „Wenn man jetzt ganz gut arbeitet und sich so anstrengt und man kriegt trotzdem wenig Geld“ – Mit Kindern über soziale Ungleichheit sprechen, in: Wulfmeyer, Meike (Hrsg.): Bildung für nachhaltige Entwicklung im Sachunterricht. Grundlagen und Praxisbeispiele Baltmannsweiler, S. 161–174.
- Partetzke, Marc, Andreas Klee, Fried Meyer zu Erbe und Sabine Horn (2019): „Sozialwissenschaften im Kontext“. Das Bremer Modell der fachkorrelativen Lehramtsausbildung, in: Zeitschrift für die Didaktik der Gesellschaftswissenschaften (zdg), Heft 1/2019, 142–151.
- Schröder, Hendrik, Klee, Andreas (2017): Politische Urteilsbildung. in: Lange, Dirk/Reinhardt, Volker (Hrsg.): Konzeptionen, Strategien und Inhaltsfelder Politischer Bildung. Handbuch für den sozialwissenschaftlichen Unterricht, Baltmannsweiler: Schneider Verlag Hohengehren, 361–370.
- Hendrik Schröder, Andreas Klee: Schülerorientierung. In: Lange, Dirk/Reinhardt, Volker (Hrsg.): Konzeptionen, Strategien und Inhaltsfelder Politischer Bildung. Handbuch für den sozialwissenschaftlichen Unterricht, Baltmannsweiler: Schneider Verlag Hohengehren, 2017, S. 342–351.
- Klee, Andreas/Partetzke, Marc (2016): Partizipieren können, wollen und dürfen! Politikwissenschaftliche Aspekte der politischen Partizipation von Kindern und Jugendlichen, in: Gürlevik, Aydin/Hurrelmann, Klaus/Palentien, Christian (Hrsg.): Jugend und Politik. Politischen Bildung und Beteiligung von Jugendlichen, Wiesbaden: Springer VS, 27–43.
- Andreas Klee (Hg.) (2010): Politische Kommunikation in der Stadt am Beispiel Graffiti, Wiesbaden: VS Verlag[12].
- Andreas Klee: Entzauberung des Politischen Urteils. Eine didaktische Rekonstruktion zum Politikbewusstsein von Politiklehrerinnen und Politiklehrern. VS Verlag, Wiesbaden 2008.

## Mitgliedschaften und Engagement
- Faculty Member „Bremen International Graduate School of Social Sciences“ (BIGSSS)[13]
- Mitglied im Expert_innenrat der Transferstelle politische Bildung[14]
- Sektion „Politische Wissenschaft und Politische Bildung“ der Deutschen Vereinigung für Politische Wissenschaft (DVPW)
- Gesellschaft für Politikdidaktik und politische Jugend- und Erwachsenenbildung (GPJE[15])
- Sprecher des Zentrums für die Didaktiken der Sozialwissenschaften
- Forum Politische Bildung im Lande Bremen (Gründungsmitglied)
- Deutschen Vereinigung für Politische Bildung (DVPB), Landesverband Bremen, Mitglied im erw. Landesvorstand
- Leiter der Sozietät „Sozialwissenschaften“ zur Kooperation zwischen dem Landesinstitut für Schule Bremen und der Universität Bremen